# Dentex
Dentex is een geslacht van straalvinnige vissen uit de familie van zeebrasems (Sparidae). Het geslacht is voor het eerst wetenschappelijk beschreven in 1814 door Cuvier.

## Soorten
- Dentex abei Iwatsuki, Akazaki & Taniguchi, 2007
- Dentex angolensis Poll & Maul, 1953 – Angola tandbrasem
- Dentex barnardi Cadenat, 1970
- Dentex canariensis Steindachner, 1881
- Dentex congoensis Poll, 1954
- Dentex dentex (Linnaeus, 1758) – Tandbrasem
- Dentex fourmanoiri Akazaki & Séret, 1999
- Dentex gibbosus (Rafinesque, 1810)
- Dentex macrophthalmus (Bloch, 1791) – Grootoogtandbrasem
- Dentex maroccanus Valenciennes, 1830
- Dentex spariformis Ogilby, 1910